# 芸術家
芸術家（げいじゅつか）とは、芸術作品を創作・創造し、表現する人。アーティスト、アーチスト（英: artist）ともいう。
たとえば絵画のほかに彫刻や建築デザインなど、複数のジャンルを手がけている人物は「画家で彫刻家で建築デザイナー」などというよりも、簡潔に「芸術家」や「アーティスト」ということが多い。新しいジャンルや新たにアートと分類されるようになったジャンルの人については日本では特にアーティストとカタカナで呼ばれる傾向がある。
類義語にクリエイターがある。
アーティストや芸術家は、芸術活動への支援者(パトロン)から援助を受けている人、商業芸術作品の収益を主たる収入源とする人の他にも、兼業で活動を行う人、前衛芸術（アバンギャルド）活動等を行い必ずしも生前に作品の真価が認められない人、あるいは土器などの民芸や、一般に純粋美術（ファインアート）とみなされないアウトサイダー・アートを作る人々を含み、企業でサラリーマンとして勤務しつつ制作チームの責任者としてメンバに指示を出すアートディレクターやクリエイティブディレクターも含めることがあるなど、時代を経るごとに多様な人々を包摂し続けている。また職人とは、始める際から生活の糧であること、伝統的な手法、スキルへの従属の程度などで区別される。
歴史的には女性アーティストはアートの正規教育を受けられなかった時代は長いが、19世紀から20世紀のフェミニズムの時代を経て、現在では状況が改善されている。
Feist(1999)は、経験に開かれている、衝動性が高い、意欲的で野心が強い、自立心があり、内向的で反抗心を持っている、打ち解けにくい態度を示す、などが科学者とアーティストに共通するパーソナリティ特性であると明らかにした。また、Feistによれば、空想志向、秩序の欠如、暖かみや親しみやすさがない、不安傾向が高い、情緒的に敏感、規範を疑う傾向などがアーティストに固有のパーソナリティとして挙げられるという。

## 芸術家の種類
- 作家
  - 美術家
    - 版画家・彫刻家・彫工/彫物師・造形作家・陶芸家・工芸家
    - 画家・書道家・建築家・写真家・デザイナー
    - 宝飾家・篆刻家・染織家

  - 著作家
    - 小説家・詩人・歌人/俳諧師・評論家

  - 映像作家・劇作家
    - 映画監督

  - 漫画家・アニメーター
- 音楽家、ミュージシャン
  - 作詞家
  - 作曲家
  - 演奏家
  - 歌手/ディーヴァ
  - シンガーソングライター
  - 音楽クリエイター、サウンドクリエイター [4]
- 舞踊家・舞踏家・ダンサー・パフォーマー
- 能楽師・狂言師・神楽師・浄瑠璃師・田楽師・雅楽師・舞楽師・猿楽師
- 歌舞伎役者・舞楽師・邦楽家・箏曲師・講談師・花火師・奇術師
- 造園家/作庭家
- 茶道家
- 華道家
- 美容師
- アーティスト
  - フラワーアーティスト・ヘアメイクアーティスト・メイクアップアーティスト
  - コンテンポラリー・アーティスト・ネイルアーティスト・プロップアーティスト
  - タイダイアーティスト・バーレスクアーティスト
  - 大道芸人（ヘブンアーティスト）/バルーンアーティスト
  - からくり師・キネティック・アーティスト
- スタイリスト

## 芸術家の一覧
- 美術家の一覧
- 画家の一覧
- 小説家一覧
- 詩人一覧
- 音楽家の一覧
- 作曲家一覧
- 作詞家一覧
- 写真家一覧